# Соловей-разбойник
Солове́й-разбо́йник (Одихмантьев сын, Рахманьевич, Рахматович) — в восточнославянской мифологии и былинном эпосе антропоморфный чудовищный противник героя, поражающий врагов страшным посвистом. Родственен Змею — рогатому Соколу (Соловью) в белорусском эпосе.
Изображается либо в виде человека, либо в виде загадочного громадного существа с птичьими крыльями, под которым сгибается дуб. Согласно былинам, у Соловья-разбойника крепкий двор и терем, в котором живёт его семья.

## Происхождение образа
Легенда о Соловье найдена П. И. Мельниковым в одном из рукописных сборников XVII века и опубликована в «Нижегородских губернских ведомостях» в 1845 и 1847 годах.
 До христианства у мокши и эрзи были распространены имена птиц.

## Предположения о месте проживания
Ой, ты, гой еси, Илья Муромец!

Пряма дорожка не проста стоит:

Заросла дорога лесами Брынскими,

Протекла тут речка Смородина;

Еще на дороге Соловейко-разбойничек

Сидит на тридевяти дубах,

сидит тридцать лит,

Ни конному, ни пешему пропуска нет…

Сидит Соловей-разбойник

на сыром дубу,

Сидит Соловей-разбойник,

Одихмантьев сын.

А то свищет Соловей да по-соловьему,

Он кричит, злодей-разбойник,

по-звериному,

И от его ли то от посвиста соловьего,

И от его ли то от покрика звериного

Те все травушки-муравы уплетаются,

Все лазоревы цветочки осыпаются,

Темны лесушки к земле все

преклоняются,

А что есть людей — то все

мертвы лежат.

Прямоезжею дороженькой —

пятьсот есть вёрст,

Ай окольноей дорожкой —

целая тысяча.
Согласно былине, Илья Муромец поехал к Киеву прямою дорогою от Чернигова, которую заложил Соловей-разбойник ровно тридцать лет, не пропускал ни конного, ни пешего, а убивал не оружием, а своим свистом. Выехал Илья Муромец в чистое поле и увидел попрыски (следы) богатырские, и по них поехал, и приехал на те леса Брынские, на те грязи топучие, на те мосты калиновы и к той реке Смородинке. Соловей-разбойник послышал себе кончину и бессчастие великое и, не допуская Илью Муромца за двадцать верст, засвистал своим свистом разбойническим крепко; но богатырское сердце не устрашилось. И, не допуская еще за десять верст, засвистал он громче того, и с того свисту под Ильею Муромцем конь спотыкнулся. Приехал Илья Муромец под самое гнездо, которое свито на девяти дубах; и Соловей-разбойник, на гнезде сидя, увидел святорусского богатыря, и засвистал, и хотел убить Илью Муромца. К востоку от города Карачева (Брянская обл.) лежит село с былинным названием Девять Дубов (Орловская область), что в лесах Брынских. Имеется там и речка Смородинка, упоминаемая в былине.

## Имена
Ахматович, Одихмантьевич, Рахматович, Рахманов — птица рахманная, представляет собой, по определению академика Ягича, сложный образ, в котором есть черты птицы и человека, чудовищного богатыря. Соловей-разбойник залёг дорогу в Киев, по которой едет Илья Муромец; он тридцать лет никого не пропускает, оглушая своим свистом и ревом; его гнездо на 9 дубах, но есть у него и терем; у Соловья-разбойника есть сыновья и дочь богатырша — «перевозница».
Илья привозит Соловья в Киев и за его коварство казнит его. В одном случае Соловей-разбойник является помощником Ильи в бою, и его образ сливается с представлением о Соловье Будимировиче.
Академик Ягич пытался объяснить происхождение Соловья-разбойника из легенд о Соломоне, но, как доказал профессор В. Ф. Миллер, для такого объяснения нет достаточных данных, а самое производство имени Соловья-разбойника от Соломона, причём впоследствии явилось представление о птице, оказывается крайне натянутым.
В свою очередь, исходя из своей восточной гипотезы, В. Ф. Миллер сближает Соловья-разбойника с иранской птицей Симургом, с богатырями Ауладом, Кергсаром, белым дивом. Возможно, поэтому Соловей-разбойник изображается с тюркской наружностью. В сказке об Еруслане Лазаревиче находит параллель к Соловью-разбойнику в образе Ивашки-сторожа. Подобное же предположение высказывал раньше В. В. Стасов.
Профессор Халанский, сближая соответственную былину об Илье Муромце с германскими сказаниями о Тетлейфе, видит в Соловье-разбойнике отражение образа Зигурда. Историческую основу для представления о разбойнике Ф. И. Буслаев указывал в летописном сказании о разбойнике Могуте. Вообще литературная история типа «Соловей-разбойник» до сих пор не вполне выяснена, так как во всех приведенных построениях, рядом с ценными указаниями, заключается немало произвола.
М. Забылин (Москва 1880 г. «Русский народ его обычаи, обряды, предания, суеверия и поэзия»): «…когда во времена св. Ольги и св. Владимира, Христианская вера проникла в Россию, то она не повсюду и не сейчас подавила славянское язычество, что видим из борьбы Ильи Муромца с Соловьём-разбойником, который, по сказаниям, был не кто иной, как беглый жрец, скрывавшийся в лесах, что и могло случиться со многими жрецами и идолопоклонниками, державшимися упорно своего язычества и бежавшими от преследования…»
В XVII веке образ Соловья-разбойника, причём вполне человеческий, широко использовался в русском декоративно-прикладном искусстве. Известны изразцы с его изображением верхом на коне, как терракотовые, так и покрытые глазурью (муравлёные и многоцветные). Широко известен также лубок, где на коне с копьём наперевес сидит типичный польский шляхтич. Всё это говорит о воплощении в Соловье-разбойнике образа врага Руси конкретного исторического периода. Михаил Загоскин на последних страницах своего романа «Аскольдова могила» отождествлял с Соловьём-разбойником бывшего верховного жреца Перунова капища в Киеве Богомила, носившего прозвище Соловей.

## Отражение в современной культуре

### В литературе
- «Вниз по волшебной реке» Эдуарда Успенского — Соловей выведен мужчиной пятидесяти лет, но уже начавшим терять зубы (что мешает ему свистеть), особая примета: обе ноги левые. Поначалу разбойничает в лесу, за что объявлен в розыск царём Макаром, безуспешно пытается ограбить избушку на курьих ножках. Позже присоединяется к войску Кащея Бессмертного, который оплачивает ему услуги дантиста, но в финальной битве Иван — крестьянский сын выбивает Соловью очередной зуб, и тот вынужден спасаться от него бегством.
- «Башня Ласточки» Анджея Сапковского — прозвище Соловей носит эпизодический персонаж Гомер Страгген, лидер бандитской ганзы, в которой некогда состояла Ангулема. Был нанят полуэльфом Ширру, дабы устранить Геральта и его товарищей. Преследовал ведьмака до самого Туссента, пока не был пойман друидами леса Каэд Мырквид и сожжён в деревянной клетке вместе с Ширру.

### В кино
- 1956 — «Илья Муромец» (СССР), режиссёр Александр Птушко.
- 1973 — в фильме «Золотые рога» Александра Роу появляется персонаж Соловей-разбойник-младший.
- 1974 — «Иван да Марья» — Николай Лавров.
- 1982 — «Там, на неведомых дорожках…» — Олег Анофриев.
- 2002 — «За тридевять земель» — Владимир Бадов.
- 2004 — «Богатыри Online» — Андрей Шарков.
- 2012 — «Соловей-Разбойник» — Иван Охлобыстин.
- 2013 — «Три богатыря» (мюзикл) — Николай Басков.
- 2016 — «Дружина» — Сергей Дьячков.
- 2024 — «Летучий корабль» — Анна Уколова

### В мультфильмах
- 1978 — «Илья Муромец и Соловей-разбойник» (мультфильм, СССР). Режиссёр Иван Аксенчук, Соловья озвучил Пётр Вишняков.
- 2002 — «Соловей-Разбойник» (мультфильм, Россия). Режиссёр Екатерина Ломова, Соловья озвучил Рустэм Юскаев.
- 2006 — «Бабка Ёжка и другие» (Россия), режиссёр Валерий Угаров, Соловья озвучил Алексей Колган.
- 2007 — «Илья Муромец и Соловей-Разбойник» (Россия), режиссёр Владимир Торопчин, Соловья озвучил Андрей Толубеев.
- 2016 — «Иван Царевич и Серый волк 3» (Россия), режиссёр Дарина Шмидт, Соловья озвучил Анатолий Петров.
- 2018 — «Сказочный патруль»(Россия), режиссёры Андрей Колпин, Наиль Мубинов и Анастасия Чернова, Соловья озвучил Диомид Виноградов.
- 2018 — «Три богатыря и наследница престола» (Россия), режиссёр Константин Бронзит, Соловья озвучил Максим Сергеев.
- 2021 — «Кощей. Начало»(Россия), режиссёр Андрей Колпин, Соловья озвучил Диомид Виноградов.